# Sindrome oro-facio-digitale di tipo 1
La sindrome oro-facio-digitale di tipo 1 o sindrome di Papillon-League e Psaume è una malattia genetica rara a trasmissione dominante legata all'X. Si caratterizza per anomalie al volto, al cavo orale, alle dita e al sistema nervoso centrale; la sindrome è spesso causa di rene policistico.

## Eziologia
La sindrome è causata da una mutazione del gene OFD1; questo gene è fondamentale per l'adeguata strutturazione e funzionalità dei corpi basali e dei centrosomi, pertanto la malattia causata dalla sua alterazione rientra nel gruppo delle ciliopatie.
Altre forme di sindrome oro-facio-digitale, più rare del tipo 1, sono:
- Sindrome di Mohr o sindrome oro-facio-digitale di tipo 2[3]
- Sindrome di Varadi Papp, con mutazione a carico del gene OFD6[4]
- Sindrome di Shashi[5]
- Sindrome oro-facio-digitale di tipo 4[6]
- Sindrome di Thurston o sindrome oro-facio-digitale di tipo 5[7]
- Sindrome di Gabrielli o sindrome oro-facio-genitale di tipo 11[8]
- Sindrome di Figuera o sindrome oro-facio-digitale di tipo 10[9]
- Sindrome oro-facio-digitale di tipo 8[10]

## Clinica

### Segni e sintomi
La malattia si manifesta con anomalie della lingua (alterazioni morfologiche e tendenza allo sviluppo di tumori benigni), dei denti (ipodonzia o iperodonzia) e del palato (cheiloschisi). Possono presentarsi anche micrognazia, retrognazia e ipertelorismo oculare. Le anomalie alle dita in genere sono evidenti sia alle mani che ai piedi, e consistono in clinodattilia, camptodattilia, brachidattilia e aspetto "palmato" dei polpastrelli, con una possibile fusione parziale di più dita. Frequente è anche il riscontro di frenulo orale sdoppiato, ponte nasale allargato, ingrossamento della fronte e allargamento della cresta alveolare.

### Esami di laboratorio e strumentali
La diagnosi è effettuabile mediante un test genetico volto a individuare la mutazione del gene OFD1; circa l'85% dei soggetti sospettati di avere la sindrome oro-facio-digitale di tipo 1 risultano positivi all'apposito test genetico.

## Trattamento
Il trattamento della sindrome prevede interventi chirurgici di ricostruzione maxillofacciale in caso di necessità. È possibile effettuare la rimozione dei noduli linguali, del secondo frenulo labiale e dei denti supplementari, oltre alla correzione dei difetti a carico del palato e del labbro superiore; interventi ortodontici sono indicati in caso di malocclusione conseguente alla micro-retrognazia e alle altre anomalie del cavo orale. Le anomalie della lingua e del palato possono portare a difetti di dizione che si possono correggere mediante logopedia durante l'età dello sviluppo.